# 浅山浩三
浅山 浩三（あさやま こうぞう、1917年3月10日 - 2008年10月19日）は、日本の経営者。福岡県山門郡瀬高町（現みやま市）出身。

## 経歴
1939年に法政大学経済学部を卒業し、同年に福岡日日新聞社に入社。1943年に西日本新聞社を経て、1958年にテレビ西日本に転じ、1965年5月に取締役に就任し、1972年3月に常務、1973年5月に専務を経て、1975年5月に社長に就任。1979年6月に取締役相談役に就任し、フジテレビジョン取締役、日本民間放送連盟理事なども歴任した。
1979年4月に藍綬褒章を受章。